# Overland Park
Overland Park é uma cidade do estado norte-americano do Kansas, no Condado de Johnson. Foi incorporada em 1960.
Com mais de 197 mil habitantes, de acordo com o censo nacional de 2020, é a segunda cidade mais populosa do estado e a 125ª mais populosa do país.

## Geografia
De acordo com o Departamento do Censo dos Estados Unidos, a cidade tem uma área de 195,9 km², dos quais 194,7 km² estão cobertos por terra e 1,2 km² (0,6%) por água.

## Demografia
Desde 1960, o crescimento populacional médio, a cada dez anos, é de 61,6%.

### Censo 2020
De acordo com o censo nacional de 2020, a sua população é de 197 238 habitantes e sua densidade populacional é de 1 012,9 hab/km². Seu crescimento populacional na última década foi de 13,8%, bem acima do crescimento estadual de 3,0%. É a segunda cidade mais populosa do Kansas e a 125ª mais populosa dos Estados Unidos.
Possui 86 539 residências que resulta em uma densidade de 444,4 residências/km² e um aumento de 13,4% em relação ao censo anterior. Deste total, 5,7% das unidades habitacionais estão desocupadas. A média de ocupação é de 2,4  pessoas por residência.

### Censo 2010
Segundo o censo nacional de 2010, a sua população era de 173 372 habitantes e sua densidade populacional de 894,4 hab/km². Possuía 76 280 residências que resultava em uma densidade de 393,5 residências/km².